# Discografia di Andrea Bocelli
La discografia di Andrea Bocelli, cantante tenore italiano in attività dal 1994, comprende diciassette album registrati in studio, quattro album dal vivo, quattro raccolte, nove album discografici pubblicati in formati video e un extended play. Bocelli ha inoltre pubblicato undici album di reinterpretazione di opere e arie e quattro album collaborativi. Nella sua carriera ha pubblicato oltre 20 singoli e altrettanti video musicale.
Globalmente ha venduto oltre oltre 90 milioni di copie, esordendo nove volte nelle prime dieci posizioni della Billboard 200 statunitense, dieci volte tra le prime dieci posizioni della Billboard Canadian Albums e dodici volte tra le prime dieci posizioni della Official Albums Chart britannica. L'album Sì del 2018 è divenuto il primo album di musica classica a occupare la prima posizione nella classifica di vendita britannica dal 1997 e statunitense dal 2008. I suoi progetti hanno inoltre raggiunto la prima posizione delle classifiche di vendita di Belgio, Francia, Germania, Irlanda, Italia, Paesi Bassi e Svizzera.
Bocelli ha inoltre pubblicato numerosi singoli e duetti con molti interpreti italiani, tra cui Luciano Pavarotti, Cecilia Bartoli, Giorgia, Laura Pausini ed Elisa e anche internazionali, tra cui Céline Dion, Stevie Wonder, Sarah Brightman, Christina Aguilera, John Miles, Marta Sánchez, Hélène Ségara, Ed Sheeran, Jennifer Lopez, Mary J. Blige, Shania Twain, Ariana Grande, Delta Goodrem e Lil Wayne.

## Album in studio

### Album di musica pop
| Anno                                                       | Album | Posizioni in classifica | Posizioni in classifica | Posizioni in classifica | Posizioni in classifica | Posizioni in classifica | Posizioni in classifica | Posizioni in classifica | Posizioni in classifica | Posizioni in classifica | Posizioni in classifica | Posizioni in classifica | Certificazioni | Vendite                                   |
| Anno                                                       | Album | AUS                     | CAN                     | FRA                     | GER                     | ITA                     | IRE                     | NLD                     | SPA                     | SWI                     | UK                      | U.S.                    | Certificazioni | Vendite                                   |
| ---------------------------------------------------------- | --- | ----------------------- | ----------------------- | ----------------------- | ----------------------- | ----------------------- | ----------------------- | ----------------------- | ----------------------- | ----------------------- | ----------------------- | ----------------------- | --- | ----------------------------------------- |
| 1994                                                       | Il mare calmo della sera - Pubblicato: 18 aprile 1993 - Etichetta: Polydor Records - Formati: CD, cassetta                | —                       | —                       | 16                      | 40                      | 8                       | —                       | 40                      | —                       | —                       | —                       | —                       | - BEL: Platinum - NLD: Gold | - FRA: 100000 - GER: 75000                |
| 1995                                                       | Bocelli - Pubblicato: 13 novembre 1995 - Etichetta: Polydor Records - Formati: CD, cassetta                               | —                       | —                       | —                       | 1                       | 8                       | —                       | 1                       | —                       | 1                       | —                       | —                       | - AUT: Platino - GER: Platino (4) - NLD: Platino (2) - SW: Platino (4)                                                                                                  | - FRA: 350000 - Europa: 2000              |
| 1999                                                       | Sogno - Pubblicato: 22 marzo 1999 - Etichetta: Polydor Records - Formati: CD, cassetta                                    | 3                       | 1                       | 2                       | 6                       | 1                       | 61                      | 1                       | —                       | 1                       | 4                       | 4                       | - AUS: Platino (2) - AUT: Oro - CAN: Platino (5) - FRA: Oro (2) - GER: Oro - NLD: Platino (2) - POL: Oro - SPA: Oro - SWI: Platino (2) - UK: Platino - USA: Platino (2) | - USA: 2500000 - Europa: 2000             |
| 2001                                                       | Cieli di Toscana - Pubblicato: 15 ottobre 2001 - Etichetta: Polydor Records/Universal Music Group - Formati: CD, cassetta | 6                       | 10                      | 18                      | 3                       | 4                       | 3                       | 1                       | —                       | 8                       | 3                       | 11                      | - AUS: Platino - AUT: Oro - CAN: Platino (2) - FRA: Oro - GER: Oro - NLD: Platino (2) - SPA: Oro - SWI: Platino - UK: Platino - USA: Platino                            | - Mondo: 4000                             |
| 2004                                                       | Andrea - Pubblicato: 9 novembre 2004 - Etichetta: Sugar Music/Universal Music Group - Formati: CD, cassetta               | 12                      | —                       | 55                      | 41                      | 19                      | 45                      | 1                       | —                       | 12                      | 19                      | 16                      | - CAN: Platino - NLD: Oro - UK: Oro - USA: Platino |                                           |
| 2006                                                       | Amore/Amor - Pubblicato: 8 febbraio 2006 - Etichetta: Polydor Records/Universal Music Group - Formati: CD, cassetta       | 5                       | 3                       | 14                      | 23                      | 2                       | 2                       | 1                       | 4                       | 8                       | 2                       | 3                       | - AUS: Oro - AUT: Oro - CAN: Platino - NLD: Platino - POL: Platino - SPA: Oro - SWI: Oro - UK: Platino - USA: Platino                                                   | - ITA: 105000 - US: 1700000 - Europa:1000 |
| 2013                                                       | Passione/Passion - Pubblicato: 29 gennaio 2013 - Etichetta: Sugar Music/Universal Music Group - Formati: CD, cassetta     | 33                      | 4                       | 33                      | 40                      | 3                       | 3                       | 5                       | 9                       | 34                      | 7                       | 2                       | - CAN:Oro - ITA: Oro - NLD: Oro - POL: Platino - USA: Oro |                                           |
| 2015                                                       | Cinema - Pubblicato: 23 ottobre 2015 - Etichetta: Sugar Music/Universal Music Group - Formati: CD, cassetta               | 7                       | 18                      | 143                     | —                       | 4                       | 3                       | 17                      | 21                      | 33                      | 3                       | 10                      | - CAN: Platino - NLD: Oro - UK: Oro - USA: Platino | - Mondo: 700000                           |
| 2016                                                       | Sì - Pubblicato: 26 ottobre 2018 - Etichetta: Decca Records - Formati: LP, CD, musica digitale                            | 7                       | 3                       | —                       | 10                      | 6                       | 3                       | 7                       | 22                      | 10                      | 1                       | 1                       | - ITA: Oro - POL: Platino (2) - UK: Oro |                                           |
| 2020                                                       | Believe - Pubblicato: 13 novembre 2020 - Etichetta: Decca Records - Formati: LP, CD, musica digitale                      | 27                      | 60                      | —                       | 39                      | 27                      | 3                       | 22                      | 53                      | —                       | 3                       | 26                      | - POL: Oro |                                           |
| Il simbolo "—" indica un mancato piazzamento in classifica | |                         |                         |                         |                         |                         |                         |                         |                         |                         |                         |                         | |                                           |

### Album di musica classica
| Anno                                                       | Album                                                                                                  | Posizioni in classifica | Posizioni in classifica | Posizioni in classifica | Posizioni in classifica | Posizioni in classifica | Posizioni in classifica | Posizioni in classifica | Posizioni in classifica | Posizioni in classifica | Posizioni in classifica | Certificazioni | Vendite          |
| Anno                                                       | Album                                                                                                  | AUS                     | CAN                     | FRA                     | GER                     | ITA                     | IRE                     | NLD                     | SWI                     | UK                      | U.S.                    | Certificazioni | Vendite          |
| ---------------------------------------------------------- | --- | ----------------------- | ----------------------- | ----------------------- | ----------------------- | ----------------------- | ----------------------- | ----------------------- | ----------------------- | ----------------------- | ----------------------- | --- | ---------------- |
| 1996                                                       | Viaggio italiano - Pubblicato: 18 aprile 1993 - Etichetta: Polydor Records - Formati: CD, cassetta     | 15                      | —                       | 4                       | 15                      | 6                       | 49                      | 8                       | 17                      | 24                      | 153                     | - CAN: Platino - GER: Oro - NLD: Platino - SWI: Oro - UK: Platino - USA: Oro                                                              | - Europa: 1000   |
| 1998                                                       | Aria: The Opera Album - Pubblicato: 23 marzo 1998 - Etichetta: Polydor Records - Formati: CD, cassetta | 70                      | —                       | 5                       | 6                       | 20                      | —                       | 9                       | 5                       | 33                      | 59                      | - AUS: Oro - AUT: Oro - CAN: Platino - FRA: Oro - GER: Oro - NLD: Platino - POL: Oro - SPA: Platino - SWI: Oro - UK: Oro - USA: Platino   |                  |
| 1999                                                       | Sacred Arias - Pubblicato: 9 novembre 1999 - Etichetta: Polydor Records - Formati: CD, cassetta        | 7                       | 6                       | 5                       | 3                       | 1                       | —                       | 1                       | 2                       | 20                      | 22                      | - AUS: Platino - AUT: Oro - CAN: Platino (2) - FRA: Oro (2) - NLD: Platino (4) - POL: Platino - SWI: Platino - UK: Platino - USA: Platino | - Mondo: 5000    |
| 2000                                                       | Verdi - Pubblicato: 12 settembre 2000 - Etichetta: Polydor Records - Formati: CD, cassetta             | 20                      | —                       | 33                      | 22                      | 31                      | 54                      | 8                       | 18                      | 17                      | 23                      | - AUS: Oro - CAN: Platino - NLD: Platino (2) - SWI: Oro - UK: Oro - USA: Oro                                                              |                  |
| 2002                                                       | Sentimento - Pubblicato: 4 novembre 2002 - Etichetta: Polydor Records - Formati: CD, cassetta          | 17                      | —                       | 33                      | 30                      | 11                      | 15                      | 4                       | 22                      | 7                       | 12                      | - AUS: Platino - CAN: Platino - NLD: Oro - SWI: Oro - UK: Platino - USA: Platino                                                          | - Mondo: 2500000 |
| 2008                                                       | Incanto - Pubblicato: 24 ottobre 2008 - Etichetta: Decca Records - Formati: LP, CD, musica digitale    | 33                      | —                       | 28                      | 56                      | 5                       | 11                      | 15                      | 40                      | 12                      | 8                       | - AUS: Oro - POL: Platino - UK: Oro | - US: 500000     |
| Il simbolo "—" indica un mancato piazzamento in classifica | |                         |                         |                         |                         |                         |                         |                         |                         |                         |                         | |                  |

### Album di musica natalizia
| Anno | Album | Posizioni in classifica | Posizioni in classifica | Posizioni in classifica | Posizioni in classifica | Posizioni in classifica | Posizioni in classifica | Posizioni in classifica | Posizioni in classifica | Posizioni in classifica | Posizioni in classifica | Certificazioni | Vendite        |
| Anno | Album | AUS                     | CAN                     | FRA                     | GER                     | ITA                     | IRE                     | NLD                     | SWI                     | UK                      | U.S.                    | Certificazioni | Vendite        |
| ---- | --- | ----------------------- | ----------------------- | ----------------------- | ----------------------- | ----------------------- | ----------------------- | ----------------------- | ----------------------- | ----------------------- | ----------------------- | --- | -------------- |
| 2009 | My Christmas - Pubblicato: 3 novembre 2009 - Etichetta: Polydor Records - Formati: LP, CD, musica digitale       | 27                      | 2                       | 163                     | 42                      | 1                       | 7                       | —                       | 6                       | 18                      | 2                       | - CAN: Platino (5) - GER: Oro - ITA: Platino (4) - NLD: Oro - SPA: Oro - SWI: Oro - UK: Platino - USA: Platino (2) | - USA: 3010000 |
| 2022 | A Family Christmas - Pubblicato: 21 ottobre 2022 - Etichetta: Capitol Records - Formati: LP, CD, musica digitale | 3                       | —                       | —                       | 48                      | 10                      | 1                       | 74                      | 13                      | 4                       | 22                      | - UK: Argento |                |

### Opere intere
- La bohème (2000)
- Tosca (2003)
- Il trovatore (2004)
- Werther (2005)
- Pagliacci (2006)
- Cavalleria rusticana (2007)
- Carmen (2008)
- Andrea Chénier (2010)
- Roméo et Juliette (2012)
- Manon Lescaut (2014)
- Turandot (2015)
- Aida (2016)
- Otello (2023)
- Lucia di Lammermoor (2023)

## Raccolte
| Anno                                                       | Album | Posizioni in classifica | Posizioni in classifica | Posizioni in classifica | Posizioni in classifica | Posizioni in classifica | Posizioni in classifica | Posizioni in classifica | Posizioni in classifica | Posizioni in classifica | Posizioni in classifica | Posizioni in classifica | Certificazioni | Vendite                                                                                           |
| Anno                                                       | Album | AUS                     | CAN                     | FRA                     | GER                     | ITA                     | IRE                     | NLD                     | SPA                     | SWI                     | UK                      | U.S.                    | Certificazioni | Vendite                                                                                           |
| ---------------------------------------------------------- | --- | ----------------------- | ----------------------- | ----------------------- | ----------------------- | ----------------------- | ----------------------- | ----------------------- | ----------------------- | ----------------------- | ----------------------- | ----------------------- | --- | ------------------------------------------------------------------------------------------------- |
| 1997                                                       | Romanza - Pubblicato: 27 settembre 1997 - Etichetta: Polydor Records - Formati: CD, cassetta                                     | 2                       | 5                       | 1                       | 2                       | 1                       | —                       | 40                      | —                       | 1                       | 6                       | 35                      | - AUS: Platino (7) - AUT: Platino - CAN: Diamante - FRA: Diamante - GER: Platino - ITA: Platino - NLD: Platino (2) - POL: Platino - SPA: Platino (3) - SWI: Platino (7) - UK: Platino - USA: Platino (3) | - ARG: 500000 - CAN: 1113000 - ITA: 800000 - MEX: 650000 - US:4500000 - Europa:6000 - Mondo:20000 |
| 2007                                                       | Vivere - The Best of Andrea Bocelli - Pubblicato: 22 ottobre 2007 - Etichetta: Decca Records/Sugar Music - Formati: CD, cassetta | 11                      | 8                       | 11                      | 28                      | 2                       | 6                       | 3                       | 21                      | 15                      | 4                       | 9                       | - AUT: Oro - CAN: Platino - GER: Oro - ITA: Platino - NLD: Platino - POL: Platino (2) - SPA: Platino (3) - SWI: Oro - UK: Platino (3) - USA: Platino                                                     | - Europa: 1000                                                                                    |
| 2012                                                       | Opera - Pubblicato: 3 novembre 2012 (Regno Unito) - Etichetta: Decca Records/Sugar Music - Formati: CD, musica digitale          | —                       | —                       | —                       | —                       | —                       | 19                      | —                       | —                       | —                       | 10                      | —                       | - UK: Oro |                                                                                                   |
| 2024                                                       | Duets (30th Anniversary) - Pubblicato: 25 ottobre 2024 - Etichetta: Decca Records - Formati: LP, CD, musica digitale             | —                       | —                       | —                       | 59                      | 65                      | 47                      | 30                      | —                       | 22                      | 14                      | —                       | |                                                                                                   |
| Il simbolo "—" indica un mancato piazzamento in classifica | |                         |                         |                         |                         |                         |                         |                         |                         |                         |                         |                         | |                                                                                                   |

### Album dal vivo
- 2006 - Under the Desert Sky (con DVD)
- 2008 - Vivere Live in Tuscany (con DVD)
- 2011 - One Night in Central Park
- 2013 - Love in Portofino

### Album collaborativi
- 1997 - A Hymn for the World (con Myung-whun Chung e Cecilia Bartoli)
- 1998 - A Hymn for the World 2 (Voices From Heaven) (con Myung-whun Chung, Cecilia Bartoli e Bryn Terfel)
- 2001 - Requiem (con Renée Fleming, Olga Borodina e  Ildebrando D'Arcangelo)
- 2010 - Carmen: Duets & Arias (con Bryn Terfel, Marina Domashenko e Eva Mei)
- 2022 - A Family Christmas (con Matteo e Virginia Bocelli)
- 2024 - Duets - The Highlights

### Album digitali
- 2011 - Notte illuminata

## EP
- 2012 - ITunes Festival: London 2012

## Singoli

### Duetti
- 1994 - Vivere (con Gerardina Trovato)
- 1995 - Vivo per lei (con Giorgia)
- 1996 - Butterfly (Mad Kate) by Zenîma  - feat. Andrea Bocelli. BMG/Sugar 1996[50]
- 1996 - Vivo por ella (con Marta Sánchez)
- 1996 - Time to Say Goodbye (con Sarah Brightman)
- 1997 - Ich lebe für sie (con Judy Weiss)
- 1997 - Je vis pour elle (con Hélène Ségara)
- 1997 - Vivo por ela (con Sandy)
- 1999 - The Prayer (con Céline Dion)
- 2001 - L'abitudine (con Helena Hellwig)
- 2006 - Somos Novios (It's Impossible) (con Christina Aguilera)
- 2006 - Because we believe (con Marco Borsato)
- 2006 - Ama, credi e vai (con Gianna Nannini)
- 2007 - Dare to Live (vivere) (con Laura Pausini)
- 2008 - Vive ya! (vivere) (con Laura Pausini)
- 2009 - What Child Is This (con Mary J. Blige)
- 2010 - Bridge over Troubled Water (con Mary J. Blige)
- 2015 - E più ti penso (con Ariana Grande)
- 2017 - Perfect Symphony (con Ed Sheeran)
- 2018 - Fall on me (con Matteo Bocelli)
- 2018 - If only (con Dua Lipa)
- 2022 - The Greatest Gift (con Matteo e Virginia Bocelli)
- 2022 - Il giorno più speciale (con Matteo e Virginia Bocelli)
- 2024 - Rimani qui (con Elisa)

### Singoli da artista pop
- 1982 - Amico mio/Quando (Lido, LD 2001)
- 1991 - Il diavolo e l'angelo/Proprio tu (Virgin Dischi, VIN 45329)
- 1994 - Vivere/Miserere (Polydor, 853 821-2; lato A con Gerardina Trovato)
- 1994 - Il mare calmo della sera/Rapsodia (Polydor, 853 147-2)
- 1995 - Con te partirò/Vivere (Polydor, 576 162-2; lato B con Gerardina Trovato)
- 1995 - Vivo per lei (Polydor, 579 758-2; con Giorgia)
- 1995 - Macchine da guerra
- 1995 - Per amore
- 1999 - Ave Maria
- 1999 - Canto della Terra
- 2001 - Melodramma
- 2001 - Mille Lune Mille Onde
- 2004 - Dell'amore non si sa
- 2004 - Un nuovo giorno
- 2009 - White Christmas/Bianco Natale

## Album video
- 1997 - A Night in Tuscany
- 2000 - Sacred Arias
- 2001 - Tuscan Skies
- 2006 - Credo
- 2007 - Under the Desert Sky [51]
- 2008 - Vivere. Live in Tuscany Con Sarah Brightman, Elisa, Laura Pausini, Chris Botti, Lang Lang e Kenny G [52]
- 2009 - My Christmas
- 2011 - One Night in Central Park
- 2015 - Cinema